# Amy Lippman
Pour les articles homonymes, voir Lippmann.
Amy Lippman est une scénariste, productrice et réalisatrice américaine. Elle est la tante par alliance de l'acteur Timothée Chalamet et de sa sœur Pauline Chalamet.

## Filmographie

### comme Scénariste
- 2003 : No Place Like Home (TV)
- 2003 : House Hunting

### comme Productrice
- 1989 : Sans foyer sans abri (No Place Like Home) (TV)
- 1991 : Les Sœurs Reed (Sisters) (série télévisée)
- 1994 : La Vie à cinq (Party of Five) (série télévisée)
- 1998 : Significant Others (série télévisée)
- 1999 : Sarah (Time of Your Life) (série télévisée)

### comme Réalisatrice
- 2003 : House Hunting